# Пойвай (деревня)
Пойвай — деревня в Завьяловском районе Удмуртии, входит в Среднепостольское сельское поселение. Находится в 34 км к западу от центра Ижевска.

## История
Поселение возникло на базе лесоразработок Советско-Никольского леспромхоза, работавшего на базе УЖД. С 1955 года посёлок находился в составе Турунгуртского (Турынгуртского) сельсовета Нылгинского района. В 1956 году Пойвай административно был передан в Люкский сельсовет Ижевского района. В 1964 году посёлок был передан в состав Среднепостольского сельсовета. С 1965 года Пойвай в составе Среднепостольского сельсовета входил в состав Завьяловского района.